# Arturo Romano Pacheco
Arturo Romano Pacheco (Ciudad de México, 29 de septiembre de 1921-Ciudad de México, 16 de marzo de 2015) fue un antropólogo, catedrático, académico e investigador mexicano. Se especializó en la antropología física. Entre sus trabajos más importantes destacaron los estudios realizados a las osamentas de Pakal “el Grande”, la Reina Roja de Palenque, Eusebio Francisco Kino y especialmente el hallazgo e identificación de los restos de Sor Juana Inés de la Cruz.

## Estudios
Realizó sus estudios de bachillerato en la Escuela Vocacional del Instituto Politécnico Nacional. En 1942 ingresó a la Escuela Nacional de Antropología e Historia. De 1946 a 1948 fue becario del Instituto Carnegie. En 1949 fue becado por la Universidad Nacional Autónoma de México (UNAM) para cursar un posgrado en paleomastozoología. En 1956 obtuvo una maestría cum laude en antropología física con la tesis Los restos óseos de la Cueva de la Candelaria, Coahuila.

## Primeras investigaciones paleontológicas y antropológicas
Colaboró con el profesor Javier Romero Molina en algunas excavaciones arqueológicas en Cholula, Puebla. En 1947 fue comisionado por el Instituto Nacional de Antropología e Historia para realizar estudios y excavaciones en Tlatilco, continuó trabajando en este sitio años más tarde, en 1962 y 1969. Durante este lapso de tiempo también realizó exploraciones en los entierros de Azcapotzalco, así como en Tamuín, lugar en donde colaboró con el arqueólogo Wilfrido du Solier.
En los primeros años de la década de 1950 participó en exploraciones en diversos estados de la república mexicana para encontrar restos de mamuts. Entabló amistad con los doctores Pablo Martínez del Río y Manuel Maldonado-Koerdell, quienes lo influyeron para participar en los estudios e investigaciones sobre el poblamiento de América.

## Palenque y otras zonas arqueológicas
En 1951 y 1952 participó con Alberto Ruz Lhuillier y Eusebio Dávalos Hurtado en la exploración del Templo de las Inscripciones coordinando la logística del campamento. Cuando se descubrió el sarcófago de Pakal “el Grande” regresó al sitio para efectuar la fotografía antropológica de la osamenta. Casi cuarenta y un años más tarde, en 1994, colaboró en el mismo sitio con Fanny López Jiménez y Arnoldo González Cruz en la fotografía y análisis antropológico de la Reina Roja hallada en el Templo XIII.
En las décadas de 1960 y 1970 participó en varias excavaciones arqueológicas en los sitios de Yagul, San Juan del Río, Yólox, Zaachila, Isla Mata del Muerto e Isla de Jaina entre otras.

## Sor Juana Inés de la Cruz y otras osamentas
De 1974 a 1981 dirigió las excavaciones en la iglesia del exconvento de San Jerónimo de la Ciudad de México realizando investigaciones antropológicas de la población monjil, resaltando la identificación de la osamenta de Sor Juana Inés de la Cruz la cual fue identificada el 23 de noviembre de 1978 con un margen de probabilidad del 85 al 99.59% de correspondencia.
Posteriormente realizó la identificación de los restos mortuorios de Eusebio Francisco Kino en Magdalena de Kino, de Miguel Ramos Arizpe en la Catedral de Puebla, de Juan Bautista de Anza en Arizpe y de Francisco Xavier Clavijero en Bolonia. Asimismo, identificó los restos de Florencio del Castillo que se encontraban en Oaxaca para enviarlos a Costa Rica.

## Investigador y académico
Promovió varias expediciones a los estados de Sonora, Chihuahua, Coahuila, Durango, Nuevo León y Estado de México con el fin de encontrar vestigios de la presencia de humana durante el Período Paleoindio. Dirigió los trabajos de salvamento de los restos fósiles de la Mujer del Peñón. Además de colaborar como investigador para el Instituto Nacional de Antropología e Historia (INAH) ha impartido cátedra en la Escuela Nacional de Antropología e Historia desde 1956 de Osteometría, Somametría y Osteología, así como de Fotografía Antropológica.
Colaboró para el Museo Nacional de Antropología el cual dirigió de 1961 a 1963, de 1968 a 1972 y de 1979 a 1980. Fue jefe y director del Departamento de Antropología Física del INAH. Por otra parte, ha colaborado con la Dirección General de Servicios Periciales de la Procuraduría General de Justicia del Distrito Federal y fue miembro fundador de la Academia Mexicana de Criminalística.

## Obras publicadas
Entre algunas de sus publicaciones se encuentran los siguientes títulos:
- “Tlatilco: un sitio presclásico del Valle de México” en Tlatoani en 1952.
- “Estudio preliminar de los restos osteológicos encontrados en la tumba del Templo de las Inscripciones, Palenque” en Anales del Instituto Nacional de Antropología e Historia, en coautoría con Eusebio Dávalos Hurtado en 1954.
- “Breve informe de los hallazgos de San Vicente Chicoloapan, México” en Anales del Instituto Nacional de Antropología e Historia en 1963.
- “Estudio morfológico de la deformación craneana en Tamuín, S. L. P. y en la Isla del Ídolo” en la Serie Investigaciones del Instituto Nacional de Antropología e Historia en 1965.
- “Preceramica human remains” en Handbook of Middle American Indians de la Universidad de Texas en Austin en 1970.
- “Deformación craneana en Tlatilco, México” en Religión en Mesoamérica de la Sociedad Mexicana de Antropología en 1972.
- “Antropología física: época prehispánica”, para el Instituto Nacional de Antropología e Historia en 1974.
- “Estudio preliminar de los restos osteológicos encontrados en la tumba del Templo de las Inscripciones” en Colección Científica del INAH en 1974.
- “The skull from El Pajon, Chiapas” en Papers of the New World Archaeological Foundation en 1980.
- “Los entierros del Templo de las Inscripciones en Palenque” en el Segundo Coloquio Internacional de Mayistas en representación del Centro de Estudios Mayas de la UNAM en 1987.
- “La craneología antropológica en México” en Estudios sobre población antigua y contemporánea del Instituto de Investigaciones Antropológicas de la UNAM en 1996.
- “Una propuesta metodológica para estudiar la deformación cefálica intencional” en Estudios de Antropología Biológica, en coautoría con Josefina Bautista Martínez en 2001.

## Premios y distinciones
- Investigador Emérito por el Instituto Nacional de Antropología e Historia.
- Reconocimiento por 64 años de servicio por parte del Instituto Nacional de Antropología e Historia en enero de 2011.[8]
- Medalla “Sor Juana Inés de la Cruz” por la Universidad del Claustro de Sor Juana en 2011.[9]

- Académico honorario de la Academia Mexicana de Criminalística.[10]